# منتخب سلطنة عمان لهوكي الحقل
منتخب سلطنة عمان لهوكي الحقل هو ممثل سلطنة عمان الرسمي في المنافسات الدولية في هوكي الحقل.